# Cortes de Apelaciones de Chile

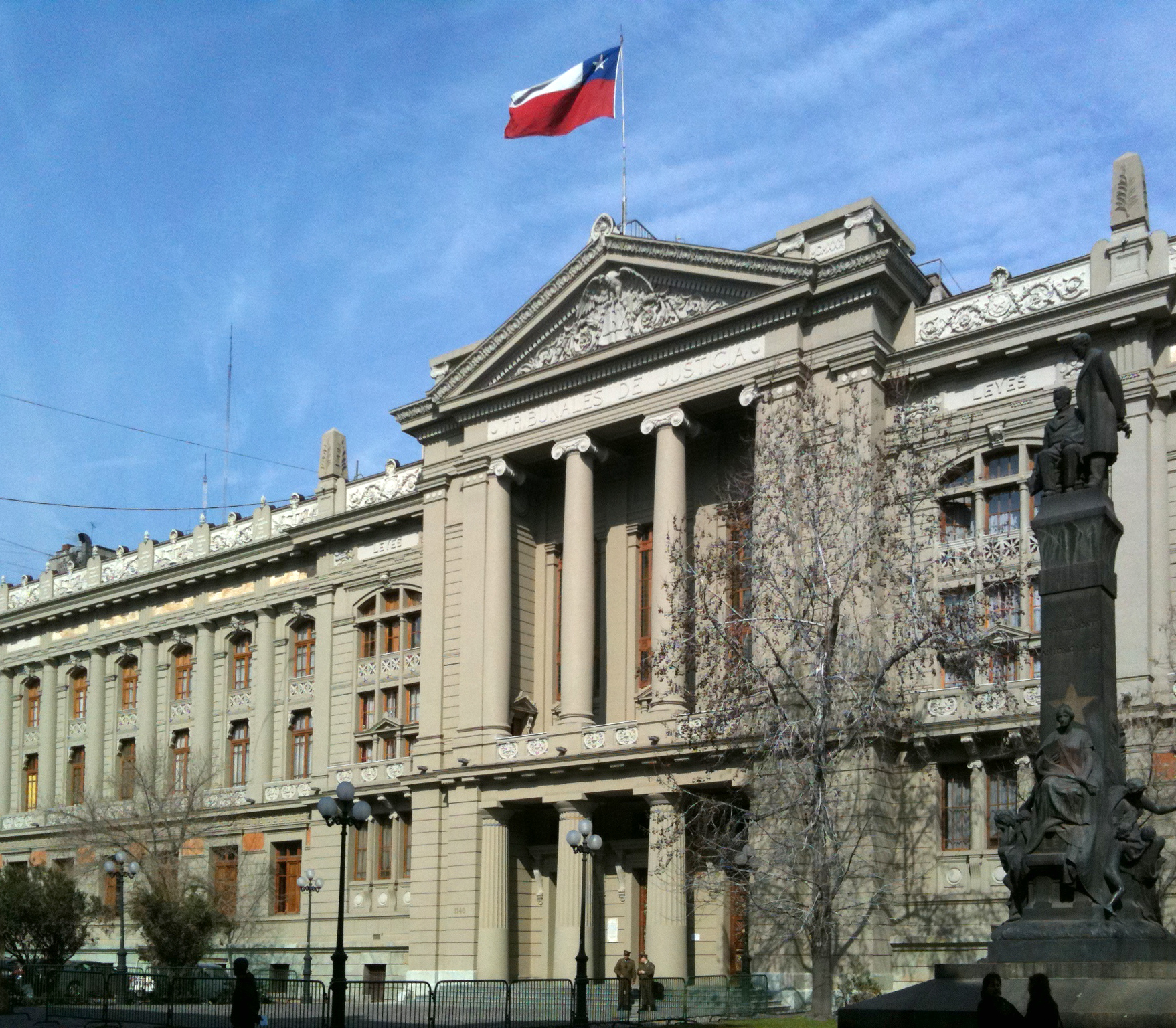
Palacio de los Tribunales de Justicia, sede de la Corte de Apelaciones de Santiago.

Las Cortes de Apelaciones de Chile son tribunales ordinarios y colegiados, pertenecientes al Poder Judicial, que ejercen sus facultades jurisdiccionales dentro de un territorio de la república determinado por la ley, que normalmente corresponde a una región, o parte de ella. Están compuestas por un número variable de jueces llamados ministros, uno de los cuales actúa como su presidente.
Generalmente conocen de casi la totalidad de los asuntos de competencia de segunda instancia. Sin perjuicio de ello, ocasionalmente, pueden conocer de asuntos en única o primera instancia de los demás asuntos que la ley les encomiende.
En el territorio de la República de Chile existen 17 Cortes de Apelaciones. Son organismos superiores jerárquicos de los Juzgados de Letras, los Juzgados de Garantía y los Tribunales de Juicio Oral en lo Penal. Su superior jerárquico es la Corte Suprema.

## Historia
Durante la época colonial, el máximo tribunal de justicia fue la Real Audiencia, que fue creada en 1565 e instalada en la ciudad de Concepción hasta que se disolvió en 1575. En 1609, fue restablecida e instalada en la ciudad de Santiago.
Como representante natural del monarca, la Audiencia no era proclive al movimiento independentista. Fue disuelta en 1811 tras producirse el Motín de Figueroa, con la renuncia de algunos de sus oidores y el destierro de otros, siendo reemplazada por un Tribunal de Apelaciones. Con la restauración de la reconquista española, luego de la batalla de Rancagua, el gobernador Mariano Osorio ordenó la reapertura del tribunal (1815), que funcionó hasta 1817, época en la que fue restablecido el anterior Tribunal de Apelaciones que, bajo el gobierno de O'Higgins fue reemplazado por la Cámara de Apelaciones en virtud de la Constitución provisoria de 1818.
Esta última se convirtió en la Corte de Apelaciones según lo dispuesto en la Constitución de 1823, subsistiendo hasta la actualidad, como Corte de Apelaciones de Santiago, constituyéndose así en la institución que da continuidad a la judicatura chilena desde la época indiana hasta el presente.

## Funciones
Son funciones de las Cortes de Apelaciones:
- Ser tribunal de única, primera o segunda instancia, de acuerdo a lo que determine la ley. Por consiguiente también es un tribunal de apelación.
- Las Cortes de Apelaciones son los superiores jerárquicos de los tribunales inferiores de justicia por lo cual deben velar por su correcto funcionamiento.
- Ser tribunal de casación en la forma, vale decir velar por la correcta aplicación del debido proceso y procedimientos legales que la ley establece para los tribunales inferiores de justicia de su territorio.
- Conocer de los recursos de protección y amparo, según lo dispuesto en la Constitución Política de la República de Chile.

## Organización y composición
Cada Corte de Apelaciones posee ministros, relatores, fiscales, secretarios y otros funcionarios administrativos.
El tribunal es dirigido por un presidente, cargo que es ejercido por los ministros de la corte, turnándose cada un año y atendiendo a su antigüedad. Los relatores son los funcionarios encargados de exponer de manera detallada, a los miembros de la corte, el asunto que está entregado a su conocimiento. Los fiscales judiciales son funcionarios que ejercen el Ministerio Público ante el tribunal. Los secretarios y demás funcionarios administrativos de las Cortes de Apelaciones ejercen labores puramente administrativas, dentro de las cuales los secretarios son los ministros de fe de las resoluciones acordadas.
En el territorio de la República de Chile existen 17 Cortes de Apelaciones, las cuales poseen un diverso número diverso de miembros (de 4 a 31 ministros). Las Cortes de Apelaciones con mayor número de integrantes son la de Santiago, la de San Miguel, la de Concepción y la de Valparaíso.

### Nombramiento de sus ministros
La Corte Suprema confecciona una terna de candidatos, de la cual el presidente de la República designa a quien él estime conveniente. En la terna figuran individuos que ya pertenecen al Poder Judicial en atención a su antigüedad y méritos.

## Funcionamiento
El Código Orgánico de Tribunales distingue entre los funcionamientos ordinario y extraordinario, y entre los funcionamientos en pleno o en sala.
- En funcionamiento en sala las Cortes funcionan divididas en salas compuestas por al menos 3 jueces, que tratan indistintamente materias civiles, penales, laborales, etc. Sólo en las Cortes de Apelaciones de Iquique, Copiapó, Chillán, Puerto Montt, Coyhaique y Punta Arenas el trabajo en sala y en pleno no se distinguen, atendiendo a la cantidad de sus miembros (4 integrantes).

- El funcionamiento en pleno es cuando la Corte funciona como una sola unidad con todos (o la mayoría de) sus miembros.

- El funcionamiento ordinario es cuando en una Corte funciona la cantidad normal de salas estipuladas en la ley.

- El funcionamiento extraordinario es cuando funciona más salas que las indicadas en la ley. Esto sucede cuando hay retardo en el despacho de las causas.

El conocimiento en pleno o en sala dependerá de las materias de los asuntos sometidos al conocimiento de la Corte, pues hay ciertas materias que deben ser conocidas en sala y otras por el pleno.

## Cortes de Apelaciones del territorio de la República

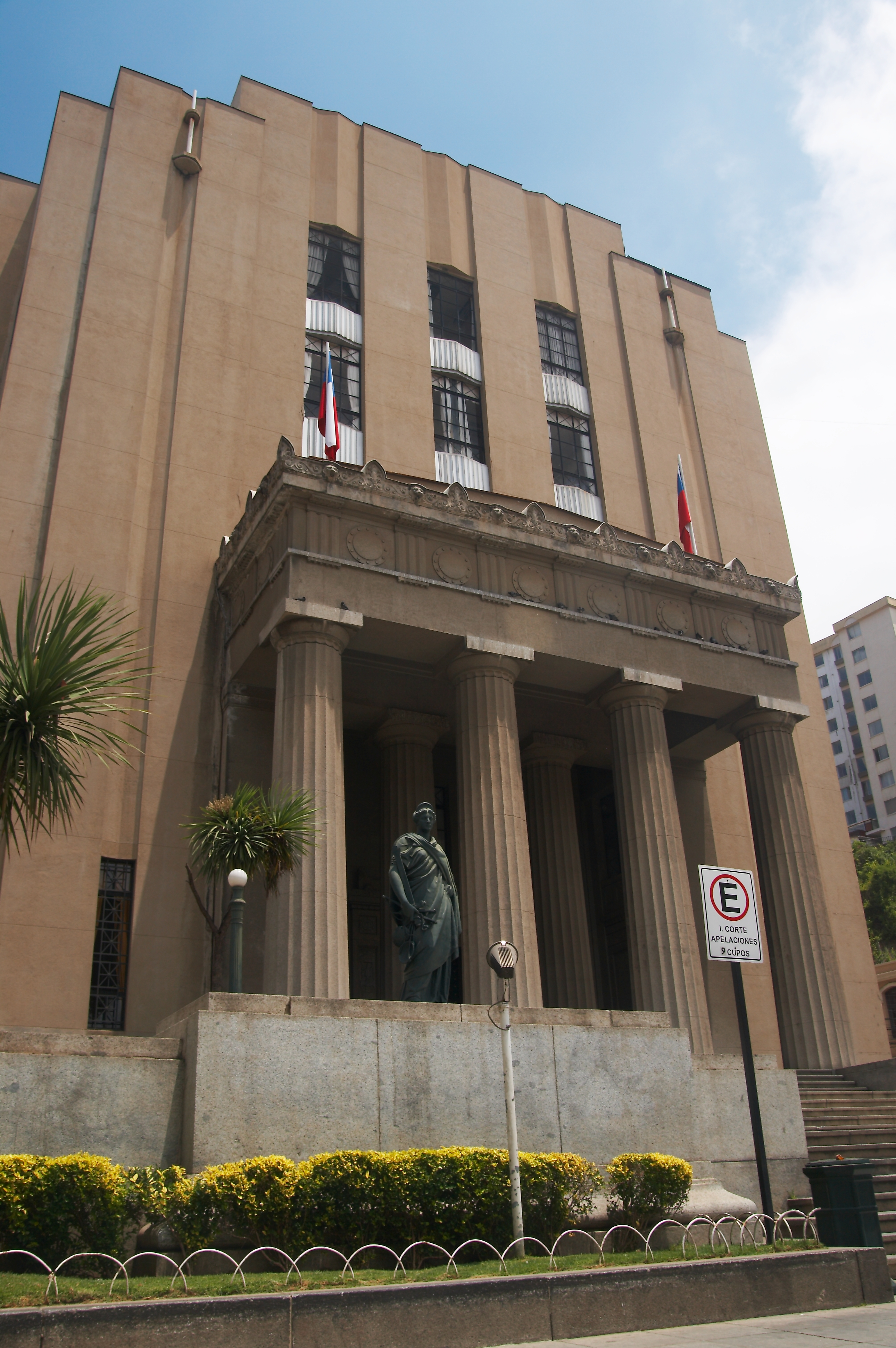
Edificio sede de la Corte de Apelaciones de Valparaíso.

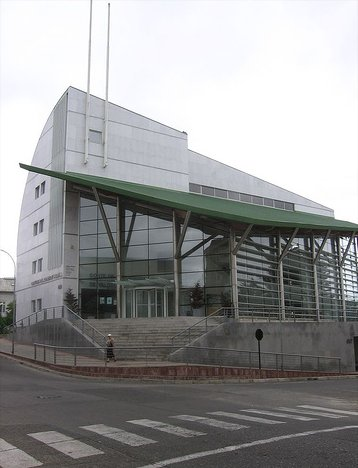
Edificio sede de la Corte de Apelaciones de Valdivia.

- Corte de Apelaciones de Arica, con asiento en Arica, y cuyo territorio jurisdiccional comprende la Región de Arica y Parinacota.
- Corte de Apelaciones de Iquique, con asiento en Iquique, y cuyo territorio jurisdiccional comprende la Región de Tarapacá.
- Corte de Apelaciones de Antofagasta, con asiento en Antofagasta, y cuyo territorio jurisdiccional comprende la Región de Antofagasta.
- Corte de Apelaciones de Copiapó, con asiento en Copiapó, y cuyo territorio jurisdiccional comprende la Región de Atacama.
- Corte de Apelaciones de La Serena, con asiento en La Serena, y cuyo territorio jurisdiccional comprende la Región de Coquimbo.
- Corte de Apelaciones de Valparaíso, con asiento en Valparaíso, y cuyo territorio jurisdiccional comprende la Región de Valparaíso.
- Corte de Apelaciones de Santiago, con asiento en Santiago, y cuyo territorio jurisdiccional comprende parte de la Región Metropolitana de Santiago, correspondiente a las provincias de Chacabuco y Santiago, con exclusión de las comunas de Lo Espejo, San Miguel, San Joaquín, La Cisterna, San Ramón, El Bosque, La Pintana, La Granja y Pedro Aguirre Cerda.
- Corte de Apelaciones de San Miguel, actualmente, por remodelación de su edificio principal, con asiento en Santiago, y cuyo territorio jurisdiccional comprende parte de la Región Metropolitana de Santiago, correspondiente a las provincias de Cordillera, Maipo, Talagante, Melipilla y las comunas de Lo Espejo, San Miguel, San Joaquín, La Cisterna, San Ramón, El Bosque, La Pintana, La Granja y Pedro Aguirre Cerda de la Provincia de Santiago.
- Corte de Apelaciones de Rancagua, con asiento en Rancagua, y cuyo territorio jurisdiccional comprende la Región del Libertador General Bernardo O'Higgins.
- Corte de Apelaciones de Talca, con asiento en Talca, y cuyo territorio jurisdiccional comprende la Región del Maule.
- Corte de Apelaciones de Chillán, con asiento en Chillán, y cuyo territorio jurisdiccional comprende la Región de Ñuble y la comuna de Tucapel de la Provincia del Biobío.[1]
- Corte de Apelaciones de Concepción, con asiento en Concepción, y cuyo territorio jurisdiccional comprende parte de la Región del Biobío, correspondiente a las provincias de Concepción, Arauco y Biobío, con exclusión de la comuna de Tucapel.
- Corte de Apelaciones de Temuco, con asiento en Temuco, y cuyo territorio jurisdiccional comprende la Región de la Araucanía.
- Corte de Apelaciones de Valdivia, con asiento en Valdivia, y cuyo territorio jurisdiccional comprende la Región de los Ríos y parte de la Región de Los Lagos correspondiente a la Provincia de Osorno.  Esto debido a que la actual Región de Los Ríos pertenecía antes a la de Los Lagos (ejerciendo jurisdicción en la zona norte de ésta). Hasta el momento, no existen planes para traspasar la jurisdicción de la Provincia de Osorno a la Corte de Apelaciones de Puerto Montt.

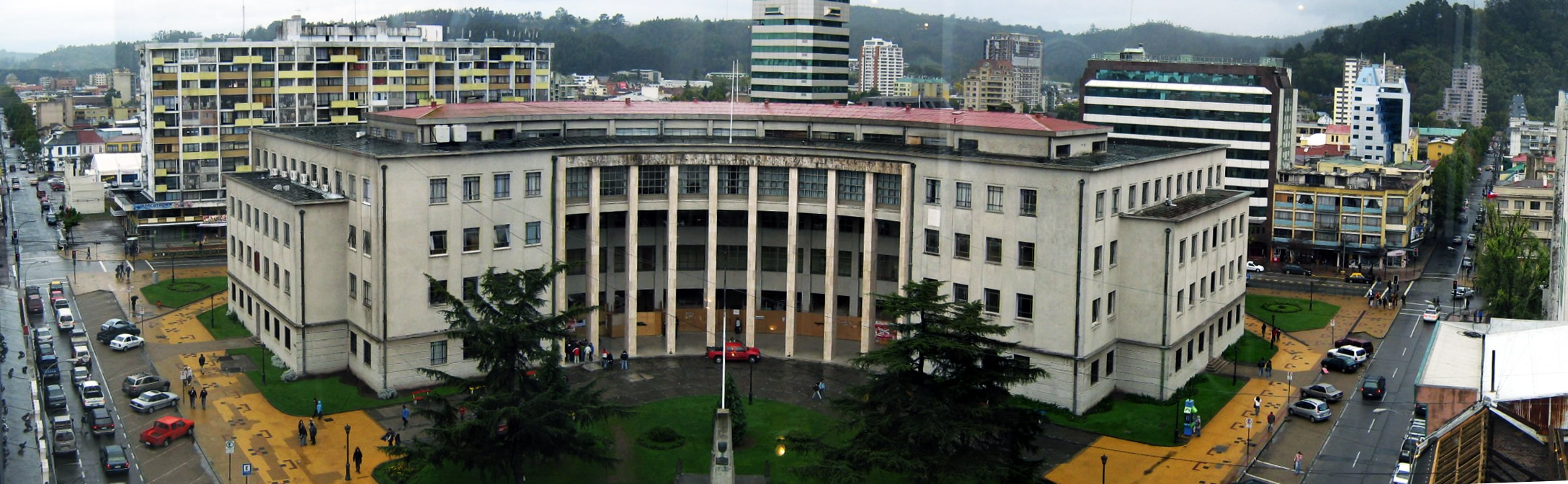
Edificio sede de la Corte de Apelaciones de Concepción.

- Corte de Apelaciones de Puerto Montt, con asiento en Puerto Montt, y cuyo territorio jurisdiccional comprende parte de la Región de Los Lagos correspondientes a las provincias de Llanquihue, Chiloé y Palena.
- Corte de Apelaciones de Coyhaique, con asiento en Coyhaique, y cuyo territorio jurisdiccional comprende la Región de Aisén del General Carlos Ibáñez del Campo.
- Corte de Apelaciones de Punta Arenas, con asiento en Punta Arenas, y cuyo territorio jurisdiccional comprende la Región de Magallanes y de la Antártica Chilena.